# 아딘크라 (물리학)
물리학에서 아딘크라(영어: adinkra)는 초대칭 대수의 표현을 나타내는 일종의 그래프이다.

## 정의
자연수 {\displaystyle n\in \mathbb {N} }에 대하여, {\displaystyle n}차원 아딘크라(영어: {\displaystyle n}-dimensional adinkra)는 다음과 같은 데이터로 구성된다.
- {\displaystyle \Gamma }는 유한 연결 {\displaystyle n}차 정규 그래프이다. (특히, 같은 양끝을 갖는 변은 존재하지 않으며, 서로 다른 두 꼭짓점 사이의 변의 수는 1개 또는 0개이다.)
- {\displaystyle \Gamma } 위에는 두 개의 색의 그래프 색칠이 주어져 있다. 꼭짓점의 색을 {\displaystyle \{{\mathsf {B}},{\mathsf {F}}\}}라고 하자. (이는 보손과 페르미온의 머릿글자이다.) 특히, {\displaystyle \Gamma }는 이분 그래프이어야 한다.
- 또한, {\displaystyle \Gamma }의 각 꼭짓점에는 정수가 주어져 있다. 이를 꼭짓점의 계수(영어: rank)라고 하자.
- {\displaystyle \Gamma } 위에는 {\displaystyle \{1,2,\dots ,n\}}에 대한 변 색칠이 주어져 있다.
- 또한, {\displaystyle \Gamma }의 각 변에는 부호 {\displaystyle \{+,-\}}가 붙어 있다. (그러나 같은 부호의 변들이 맞닿을 수 있어, 이는 변 색칠을 이루지 않을 수 있다.)

이 데이터는 다음 조건들을 만족시켜야 한다.
- 각 변의 양끝은 서로 다른 색의 꼭짓점이며, 그 계수의 차는 1이다.
- 각 꼭짓점에 닿은  {\displaystyle n}개의 변에 붙은 색들은 모두 서로 다르다.
- 임의의 두 정수 {\displaystyle 1\leq i<j\leq n}에 대하여, {\displaystyle i} 또는 {\displaystyle j}가 붙은 변들의 집합은 서로 교차하지 않는, 길이 4의 순환들의 분리 합집합을 이룬다. 또한, 이러한 길이 4의 순환 속에서, 부호가 {\displaystyle -}인 변의 수는 홀수 개(즉, 1개 또는 3개)이다.

### 아딘크라의 동형
두 {\displaystyle n}차원 아딘크라 {\displaystyle \Gamma }, {\displaystyle \Gamma '}가 주어졌다고 하자. 또한, 각 {\displaystyle \sigma \in \{{\mathsf {B}},{\mathsf {F}}\}} 및 각 계수 {\displaystyle h\in \mathbb {Z} }에 대하여, {\displaystyle \Gamma } 속의 {\displaystyle (\sigma ,h)}-꼭짓점의 수는 {\displaystyle \Gamma '} 속의 {\displaystyle (\sigma ,h)}-꼭짓점의 수와 같다고 하자. 또한, 이러한 꼭짓점의 집합을 {\displaystyle \operatorname {V} _{\sigma ,h}(\Gamma )} 및 {\displaystyle \operatorname {V} _{\sigma ,h}(\Gamma ')}로 표기하자.
이 두 아딘크라 사이의  C-동형은 다음과 같은 데이터로 주어진다.:§7.2
- 각 {\displaystyle \sigma \in \{{\mathsf {B}},{\mathsf {F}}\}} 및 각 계수 {\displaystyle h\in \mathbb {Z} }에 대하여, 전단사 함수 {\displaystyle f\operatorname {V} _{\sigma ,h}(\Gamma ,\sigma ,h)\to \operatorname {V} _{\sigma ,h}(\Gamma ')}
- 각 {\displaystyle v\in \operatorname {V} _{\sigma ,h}(\Gamma ,\sigma ,h)}에 대하여, 부호 {\displaystyle s(v)\in \{\pm 1\}}

이 데이터는 다음 조건을 만족시켜야 한다.
- (색의 보존) 각 변 {\displaystyle (u,v)\in \operatorname {E} (\Gamma )}에 대하여, {\displaystyle (u,v)}의 색 {\displaystyle \in \{1,\dotsc ,n\}}은 {\displaystyle (f(u),f(v))}의 색과 같다.
- (부호의 보존) 임의의 변 {\displaystyle (u,v)\in \operatorname {E} (\Gamma )}의 부호가 {\displaystyle \sigma \in \{\pm 1\}}이라고 할 때, {\displaystyle (f(u),f(v))\in \operatorname {E} (\Gamma ')}의 부호는 {\displaystyle s(u)s(v)\sigma }이다.

이 데이터는 성분이 {\displaystyle \{0,-1,+1\}}에 속하는 가역 행렬로 나타낼 수 있다.
보다 일반적으로, 임의의 복소수 가역 행렬을 허용하면 아딘크라의 동형의 개념을 얻는다. 그러나 이 개념은 아딘크라의 그래프 자체를 그래프 동형이 아닌 다른 그래프로 변환할 수 있다.:§7.2
아딘크라의 크로모토폴로지(영어: chromotopology)는 아딘크라의 정의에서
- 꼭짓점에 칠해진 색깔 {\displaystyle \{{\mathsf {B}},{\mathsf {F}}\}}
- 변에 주어진 부호 {\displaystyle \{\pm \}}
- 꼭짓점의 계수 (및 부분 순서)

를 잊고, 대신
- 그래프 구조
- 변의 색깔 {\displaystyle \{1,\dotsc ,n\}}

만을 남긴 구조이다.

## 성질

### 초대칭 표현과의 관계
생성원 {\displaystyle (H,Q_{1},\dotsc ,Q_{n})}을 갖는 초대칭 대수
{\displaystyle \{Q_{i},Q_{j}\}=2\delta _{ij}H}
{\displaystyle [Q_{i},H]=0}
를 생각하자. 이는 리 초대수 {\displaystyle {\mathfrak {po}}(1|n)}을 이룬다. 여기서, 해밀토니언 연산자의 단위는 [시간]−1이며, 따라서 초대칭 연산자 {\displaystyle Q_{i}}의 단위는 [시간]−½이다.
이 경우, 아딘크라 {\displaystyle \Gamma }가 주어졌을 때,
{\displaystyle V=\bigoplus _{v\in \operatorname {V} (\Gamma )}V_{v}}
{\displaystyle V_{v}\cong {\mathcal {C}}^{\infty }(\mathbb {R} ,\mathbb {C} )}
를 생각하자. 이 복소수 벡터 공간 위에 다음과 같은 {\displaystyle {\mathfrak {po}}(1|n)}의 표현을 생각하자.
{\displaystyle H=\mathrm {i} {\frac {\mathrm {d} }{\mathrm {d} t}}}
변
{\displaystyle {\underset {u}{\bullet }}\;{\overset {i,\sigma }{-\!\!\!-\!\!\!-}}\;{\underset {v}{\bullet }}}
{\displaystyle \operatorname {rank} u=\operatorname {rank} v-1=h}
{\displaystyle i\in \{1,\dotsc ,n\}}
{\displaystyle \sigma \in \{\pm 1\}}
에 대하여, 만약 {\displaystyle u}가 보손이며 {\displaystyle v}가 페르미온이라면,
{\displaystyle Q_{i}\phi _{u}=\sigma \phi _{v}\qquad (\phi \in {\mathcal {C}}^{\infty }(\mathbb {R} ,\mathbb {C} ))}
{\displaystyle Q_{i}\phi _{v}=\sigma \mathrm {i} {\frac {\mathrm {d} }{\mathrm {d} t}}\phi _{u}\qquad (\phi \in {\mathcal {C}}^{\infty }(\mathbb {R} ,\mathbb {C} ))}
만약 {\displaystyle u}가 페르미온이며 {\displaystyle v}가 보손이라면,
{\displaystyle Q_{i}\psi _{u}=\sigma \mathrm {i} \psi _{v}\qquad (\psi \in {\mathcal {C}}^{\infty }(\mathbb {R} ,\mathbb {C} ))}
{\displaystyle Q_{i}\psi _{v}=\sigma {\frac {\mathrm {d} }{\mathrm {d} t}}\psi _{u}\qquad (\psi \in {\mathcal {C}}^{\infty }(\mathbb {R} ,\mathbb {C} ))}
이를 아딘크라 {\displaystyle \Gamma }에 대응하는 초대칭 표현이라고 한다.
아딘크라와 이 아딘크라에 대응하는 초대칭 표현 (초다중항) 사이의 관계는 다음과 같다.
| 아딘크라                                           | 초다중항                                                                                   |
| -------------------------------------------------- | ------------------------------------------------------------------------------------------ |
| {\displaystyle {\mathsf {B}}}가 붙은 꼭짓점        | 보손 장                                                                                    |
| {\displaystyle {\mathsf {F}}}가 붙은 꼭짓점        | 페르미온 장                                                                                |
| 변                                                 | 초대칭의 작용                                                                              |
| 변에 붙은 숫자 {\displaystyle \in \{1,\dotsc ,n\}} | 작용하는 초대칭 연산자 {\displaystyle Q_{1},\dotsc ,Q_{n}}                                 |
| 변에 붙은 부호 {\displaystyle \in \{+,-\}}         | 초대칭 연산자가 작용했을 때 붙는 부호 ({\displaystyle Q_{i}\colon \phi \mapsto \pm \psi }) |
| 꼭짓점의 계수                                      | 장의 단위 ([시간]−k/2에서의 k)                                                             |
이와 같이 {\displaystyle n}차원 아딘크라로 표시될 수 있는 {\displaystyle {\mathfrak {po}}(1|n)}의 표현을 아딘크라 표현(adinkra表現, 영어: adinkraic representation)이라고 한다.

### 리만 곡면
모든 크로모토폴로지에는 표준적으로 어떤 리만 곡면을 대응시킬 수 있으며, 이 대응은 데생당팡을 사용한다.
구체적으로, {\displaystyle N}차원 아딘크라와, 이 {\displaystyle N}개 변 색깔들의 전순서가 주어졌다고 하자. (후자를 무지개(영어: rainbow)라고 하기도 한다.) 그렇다면,
- 아딘크라의 그래프에, 무지개의 정보를 추가하면, 띠그래프를 이룬다.
- 띠그래프의 각 변에 길이 1을 부여하면, 이는 계량 띠그래프이다.
- 계량 띠그래프에는 항상 벨리 사상 및 {\displaystyle {\bar {\mathbb {Q} }}}-대수 곡선 (리만 곡면)을 대응시킬 수 있다.
- 또한, 이 데이터에는 마찬가지로 데생당팡이 대응된다.

이에 따라, 아딘크라의 구조는 다음과 같은 데이터에 대응된다.
| 아딘크라                                                | 기하학                              |
| ------------------------------------------------------- | ----------------------------------- |
| 크로모토폴로지 (그래프 + 변 색칠) + 변의 색 위의 전순서 | 리만 곡면 및 리만 구 위의 분지 피복 |
| 변에 붙은 부호 {\displaystyle \pm }(의 동치류)          | 리만 곡면 위의 스핀 구조            |
| 꼭짓점의 계수                                           | 리만 곡면 위의 인자                 |

## 분류
(아딘크라를 이룰 수 있는) 모든 크로모토폴로지의 분류는 다음과 같다.
{\displaystyle \mathbb {F} _{2}}-벡터 공간 {\displaystyle \mathbb {F} _{2}^{n}} 속의 선형 부호 {\displaystyle C\subseteq \mathbb {F} _{2}^{n}}가운데, 만약 모든 원소 {\displaystyle c\in C}에 대하여 {\displaystyle 4\mid \operatorname {d_{H}} (c,0)}라면, {\displaystyle C}를 겹짝 선형 부호(영어: doubly even linear code)라고 한다. (여기서 {\displaystyle \operatorname {d_{H}} }는 해밍 거리이다.)
(아딘크라를 이룰 수 있는) 모든 {\displaystyle n}차원 크로모토폴로지는 {\displaystyle \mathbb {F} _{2}^{n}/C}의 꼴의 그래프로 나타내어진다.:Theorem 4.5 여기서 {\displaystyle \mathbb {F} _{2}^{n}}은 초입방체 크로모토폴로지이며, {\displaystyle C}는 겹짝 선형 부호이다.

## 예

### 간단한 예
2차원 아딘크라의 예는 다음과 같다.
```
　　Ｂ
 ¹／　
＼
²
Ｆ　　　Ｆ
 ₂＼　／₁
　　Ｂ
```

여기서 변에 붙은 부호는 검은 색 또는 붉은 색으로 표시하였으며, 꼭짓점의 계수는 그림에서의 높이로 표시된다 (즉, 그림을 하세 도표로 생각한다).
이는 초다중항
{\displaystyle (\phi ,\psi ,\chi ,A)}
{\displaystyle Q_{1}\phi =\psi }
{\displaystyle Q_{2}\phi =\chi }
{\displaystyle Q_{1}\chi =-Q_{2}\psi =A}
{\displaystyle Q_{1}\psi =Q_{2}\chi =H\phi }
{\displaystyle Q_{1}A=H\chi }
{\displaystyle Q_{2}A=-H\psi }
을 나타낸다.
1차원 아딘크라의 예는 다음과 같다.
```
Ｆ

｜
1

Ｂ
```

이는 초다중항
{\displaystyle (\phi ,\psi )}
{\displaystyle Q_{1}\phi =-\psi }
{\displaystyle Q_{1}\psi =-H\phi }
를 나타낸다.

### 초입방체 크로모토폴로지
보다 일반적으로, 임의의 자연수 {\displaystyle n\in \mathbb {N} }에 대하여, {\displaystyle n}차원 초입방체의 꼭짓점과 변으로 이루어진 그래프를 생각하자. 그 꼭짓들의 집합을 유한체 {\displaystyle \mathbb {F} _{2}} 위의 벡터 공간 {\displaystyle \mathbb {F} _{2}^{n}}으로 생각할 수 있다.
이 경우, 각 변에 색
{\displaystyle c\left((s_{1},s_{2},\dotsc ,s_{i-1},0,s_{i+1},\dotsc ,s_{n}),(s_{1},s_{2},\dotsc ,s_{i-1},1,s_{i+1},\dotsc ,s_{n})\right)=i}
를 부여하자. 그렇다면, 이는 크로모토폴로지를 이룬다. 이를 초입방체 크로모토폴로지(超立方體chromotopology, 영어: hypercube chromotopology)라고 한다.:§4

### 초입방체가 아닌 크로모토폴로지
초입방체가 아닌 가장 간단한 연결 크로모토폴로지는 4차원이며, 다음과 같은 이진 선형 부호에 대응한다.
{\displaystyle \{(0,0,0,0),(1,1,1,1)\}\subseteq \mathbb {F} _{2}^{\oplus 4}}
즉, 다음과 같은 꼴이다.:Figure 5 (편의상 변의 색칠을 생략하였다.)
```
 _ F, G, H _
/    / \    \
B   C   D   E
 \   \ /    /
  `-  A  -´

```

즉, 여기서 F, G, H는 각각 B, C, D, E와 모두 변으로 연결돼 있지만, F와 G와 H 사이에는 변이 존재하지 않는다.

## 역사

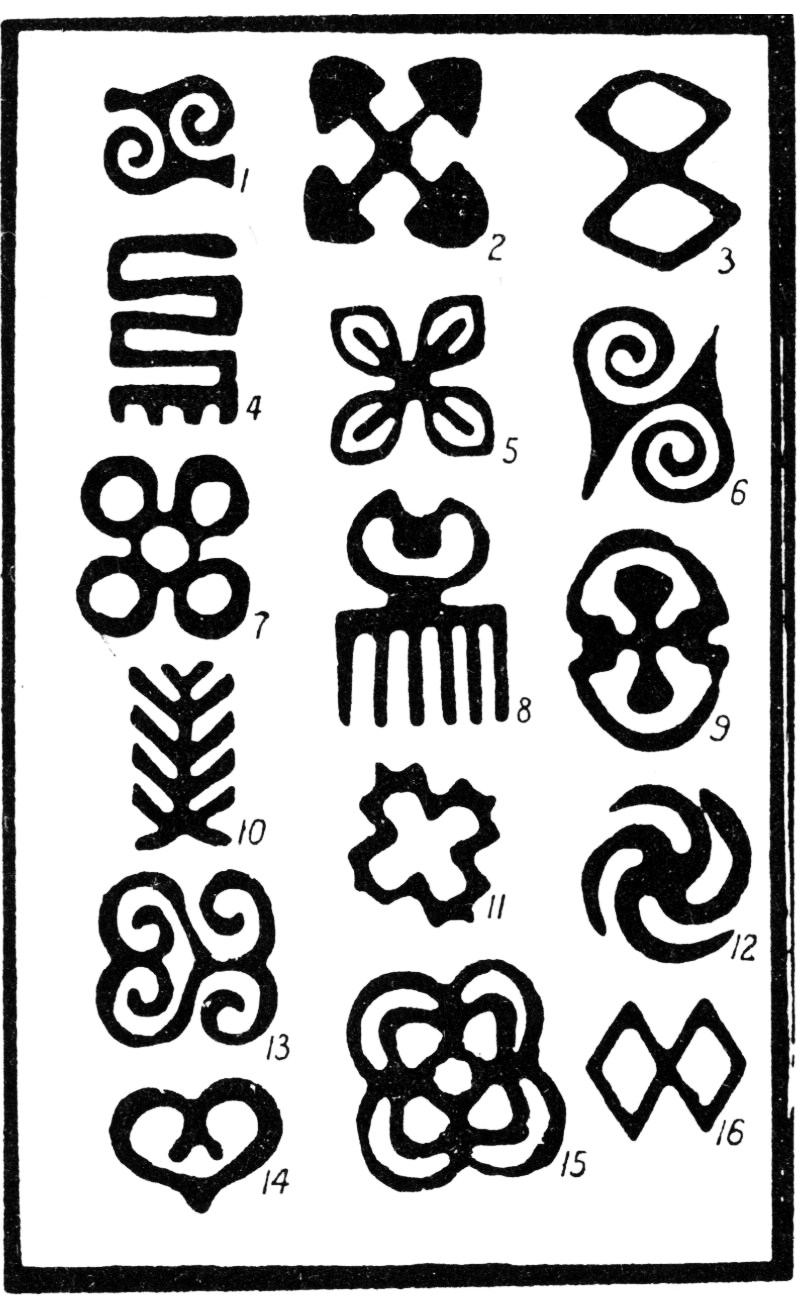
아샨티족의 아딘크라 문양

2004년에 마이클 폭스(영어: Michael Faux)와 실베스터 제임스 게이츠 2세(영어: Sylvester James Gates, Jr.)가 초대칭 양자장론을 분석하기 위하여 도입하였다. “아딘크라”라는 단어는 아샨티족의 문화에서 사용되는 일종의 문양인 아딘크라(아칸어: adinkra)에서 유래하였다.

## 같이 보기
- 파인만 도형